# Kenneth J. Alford
Kenneth J. Alford (* 21. Februar 1881 in London; † 15. Mai 1945 in Reigate; bürgerlicher Name Frederick Joseph Ricketts) war ein britischer Militärmusiker und Komponist.

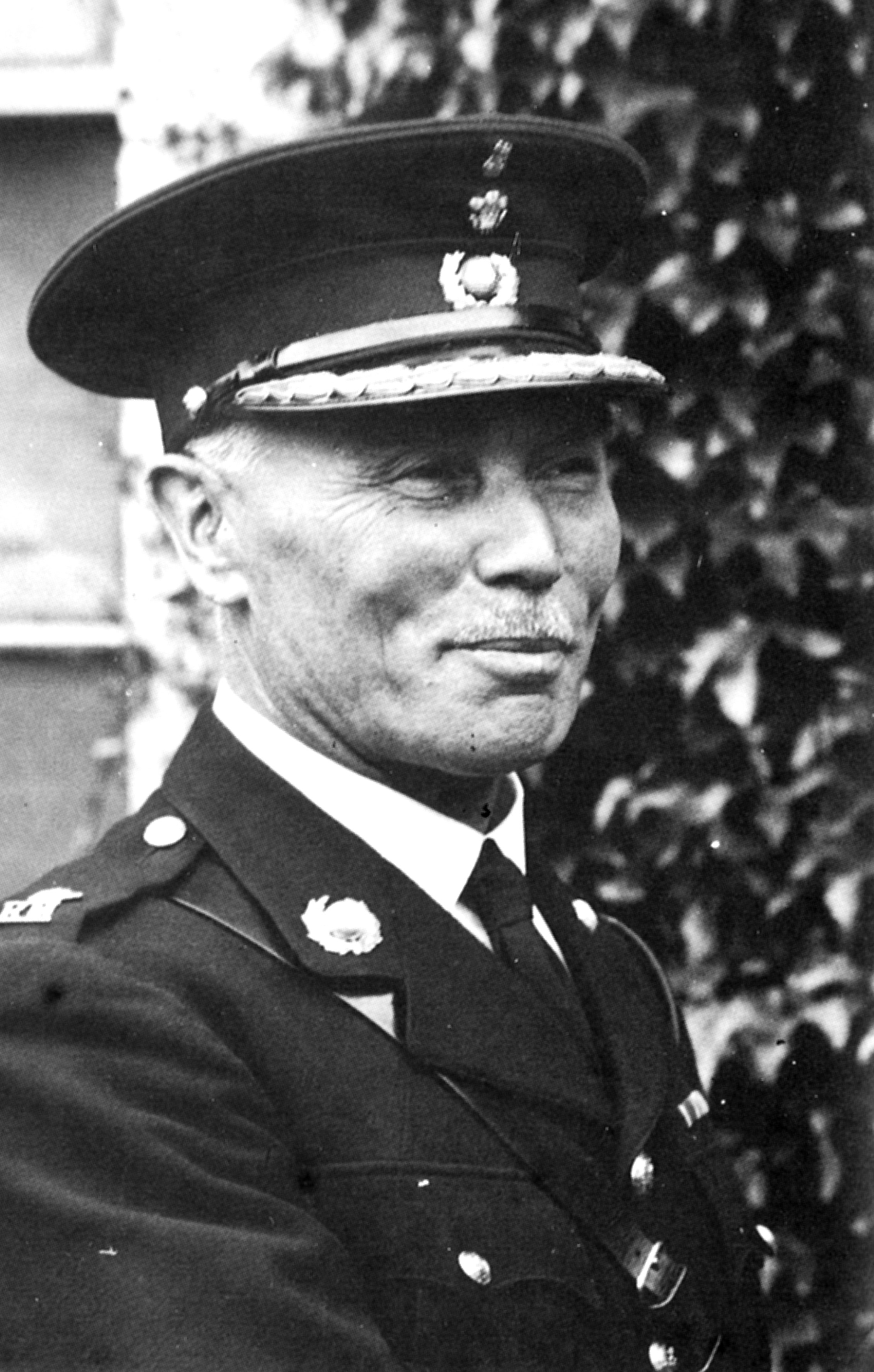
Frederick Joseph Ricketts (1944)

## Biographie
Im Alter von sieben Jahren verlor Alford seinen Vater, und im Alter von 14 Jahren verlor er seine Mutter. Durch eine falsche Altersangabe gelang es ihm, bereits in seinen jungen Jahren in die Armee aufgenommen zu werden, wo er sich als Militärmusiker verdingte. Er wurde 1895 dem Royal Irish Regiment zugeteilt. Dort spielte er hauptsächlich Klavier und Orgel. Während seiner Dienstzeit war er einige Zeit in Britisch-Indien eingesetzt. Anschließend studierte er Orchesterleitung an der Royal Military School of Music. 1908 wurde er Leiter der Kapelle des Argyll and Sutherland Highlanders-Regiments. 1927 verließ er die Armee und wurde Musikdirektor der Royal Marines. Nach fast 50 Jahren im Dienste des britischen Militärs zog sich Alford 1944 in den Ruhestand zurück. Zu dieser Zeit war er gesundheitlich bereits schwer angeschlagen. Er starb knapp ein Jahr später.

### Pseudonym
Ricketts komponierte ausschließlich unter dem Pseudonym Kenneth J. Alford und wurde auch unter diesem Namen international bekannt. Der Name setzt sich zusammen aus dem Vornamen seines ältesten Sohnes Kenneth, aus Ricketts zweitem Vornamen Joseph (J.) und dem Geburtsnamen seiner Mutter, Alford.

## Werk
Er komponierte eine Vielzahl von Märschen für Militärmusikbesetzungen. Besonders erwähnenswert ist sein feines Gefühl für die richtige Instrumentierung, der effektvolle Einsatz bestimmter Instrumente und seine teilweise ungewöhnlichen Gegenmelodien. So erkennt man in H.M. Jollies zu Ehren der Royal Marines die Sailor’s Hornpipe und Rule Britannia, sowie in Eagle Squadron, das zu Ehren der Amerikaner geschrieben wurde, die in der Royal Air Force ausgeholfen haben, die amerikanische Nationalhymne. Oftmals werden Alfords Märsche als die britische Antwort auf das Werk des berühmten US-amerikanischen Marschmusikkomponisten John Philip Sousa bezeichnet.
Seine berühmtesten Märsche sind wohl der Colonel Bogey March, Army of the Nile (gewidmet dem britischen Feldmarschall Archibald Wavell) und On the Quarter Deck.

### Vollständige Liste publizierter Werke
Die jeweilige Jahreszahl bezeichnet das Publikationsdatum.
Märsche
- Holyrood (1912)
- The Vedette (1912)
- Colonel Bogey (1914)
- The Great Little Army (1916)
- On the Quarter Deck (1917)
- The Middy (1917)
- The Voice of the Guns (1917)
- The Vanished Army (1919)
- The Mad Major (1921)
- Cavalry of the Clouds (1923)
- The Thin Red Line (1925)
- Dunedin (1928)
- Old Panama (1929)
- H.M. Jollies (1929)
- The Standard of St. George (1930)
- By Land and Sea (1941)
- Army of the Nile (1941)
- Eagle Squadron (1942)

Sonstige
- Valse Riviera (1910)
- Thoughts (Walzer, 1917)
- A Musical Switch (Humoresque, 1921)
- The Two Imps (Xylophon oder Kornett Duett, 1923)
- The Lightning Switch (Fantasie, 1924)
- Mac and Mac (Xylophon Solo oder Duett, 1928)
- The Smithy (Pastoralfantasie, 1933)
- The Two Dons (Xylophon Duett, 1933)
- Colonel Bogey on Parade (Marschfantasie, 1939)
- The Hunt (Rhapsodie, 1940)
- Lilliburlero (1942)
- A Life on the Ocean Wave (Regimentsmarsch, 1944)
- Wedded Whimsies (Humoresque, Dat. unbek.)

### Nicht publizierte Werke (Auswahl)
Klassische und Opernarrangements
- Mephistofeles (Boito)
- A Midsummer Night’s Dream (Felix Mendelssohn Bartholdy)
- Capriccio Italien (Pjotr Iljitsch Tschaikowski)
- Carmen (Georges Bizet)
- Madame Butterfly (Giacomo Puccini)
- Samson and Delilah (Camille Saint-Saëns)
- Orpheus in der Unterwelt (Jacques Offenbach)
- Ungarische Rhapsodie Nr. 2 (Franz Liszt)
- Aida (Giuseppe Verdi)

Sonstige
- August Bank Holiday 1914
- For Service Overseas
- Ancient Scottish Melodies
- Nursery Rhymes and Carols
- Ceremonial March on Purcell's Works
- Old English Air (Saxophon-Quartett)
- Walt Disney's Silly Symphony
- Dunedin, New Zealand (Fantasie)

## Tonträger
- Colonel Bogey on Parade – The Great Marches of Kenneth J Alford[1], Captain Peter Clark[2]
- The Complete Marches of Kenneth Alford, The Band of HM Royal Marines Commandos, Capt J.R. Perkins[3]